# اللص والكلاب (مسلسل 1998)
اللص و الكلاب هو مسلسل تم إنتاجه في مصر. بدأ عرضه في سنة 1998. المسلسل من تأليف نجيب محفوظ وسيناريو وحوار محمد أبو العلا السلاموني، وهو من إخراج أحمد خضر. من بطولة رياض الخولي، رانيا فريد شوقي، بهاء ثروت، عبلة كامل وهاني رمزي، وهو مقتبس عن رواية اللص والكلاب لنجيب محفوظ التي قام بتأليفها عام 1961.

## القصة
تدور أحداث القصة حول البطل الرئيسي لرواية نجيب محفوظ وهو سعيد مهران الذي يدخل السجن بفعل وشاية يقوم بها رجل اسمه عليش الذي بدوره يقوم بالزواج من زوجة سعيد بعد تطليقها منه.
يخرج سعيد مهران من السجن فيجد العالم قد تغير والقناعات قد تبدلت. ويفاجأ أيضا بتنكر ابنته الصغيرة له لأنها لا تعرفه ثم يلجأ إلى صديقه الصحفي القديم رؤوف علوان الذي بدل جميع ولاءاته وشعاراته فلم يظفر بغير النفور والأعراض وتأليب رجال الأمن عليه فيصطدم بهذا الواقع الاليم ثم يتوجه كحل أخير للشيخ الجندي في صومعته ملتمسا ان ينشله من هذا المستنقع ولكن يفشل أيضا في الوصول إلى حل فيقرر الانتقام من الخونة وان يسترد سنوات عمره الضائع منه.